# Perlecano

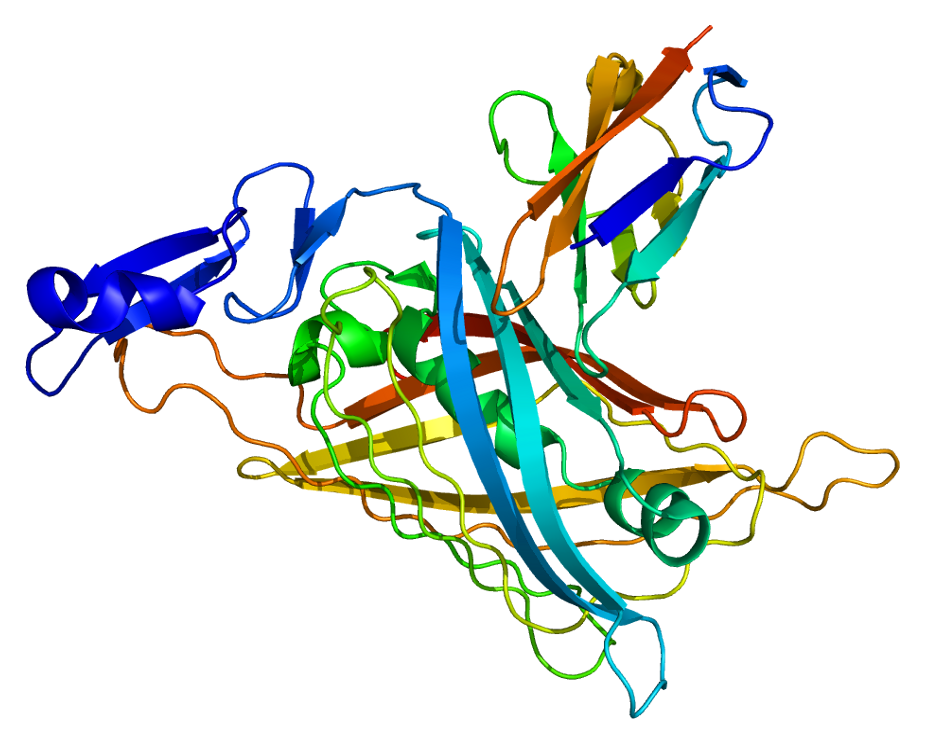
Struttura tridimensionale del perlecano

Il perlecano è un proteoglicano presente nella lamina basale e in altri tipi di matrice extracellulare; esso interagisce con altre macromolecole, come la laminina, la fibronectina e il collagene di tipo IV. Il perlecano interagisce anche con i recettori dell'adesione cellulare, come le integrine. Attraverso la propria componente proteica e le sue catene di eparan solfato, il perlecano è in grado di associarsi sia a molteplici fattori di crescita che a diverse molecole di segnalazione cellulare.
Il perlecano è indispensabile per la formazione della membrana basale dell'epidermide e di tutti gli altri tessuti sottoposti frequentemente ad un elevato stress meccanico; è inoltre coinvolto nel processo di costituzione dell'epitelio della cornea.
Il perlecano è codificato dal gene HSPG2, situato sul braccio corto del cromosoma 1; alcune mutazioni a carico di questo gene sono causa della sindrome di Schwartz-Jampel.